# Championnat d'Europe féminin de volley-ball des moins de 20 ans 1984
Navigation
Lohhof 1982 Sofia 1986
Le 9e championnat d'Europe féminin de volley-ball des moins de 20 ans s'est déroulé en 1984 à Clermont-Ferrand (France).

## Tour préliminaire

### Composition des groupes
| Poule A                                                      | Poule B                              | Poule C                                            |
| ------------------------------------------------------------ | ------------------------------------ | -------------------------------------------------- |
| Site : URSS Allemagne de l'Est Belgique Allemagne de l'Ouest | Site : Italie Bulgarie Hongrie Suède | Site : Tchécoslovaquie Pays-Bas Yougoslavie France |

### Poule A
| # | Équipe               | Pts | J | G | P | Sp | Sc | Ratio | Pp  | Pc  | Ratio |
| - | -------------------- | --- | - | - | - | -- | -- | ----- | --- | --- | ----- |
| 1 | URSS                 | 6   | 3 | 3 | 0 | 9  | 5  | 1.8   | 195 | 129 | 1.512 |
| 2 | Allemagne de l'Est   | 5   | 3 | 2 | 1 | 8  | 4  | 2     | 144 | 136 | 1.059 |
| 3 | Belgique             | 4   | 3 | 1 | 2 | 5  | 8  | 0.625 | 131 | 172 | 0.762 |
| 4 | Allemagne de l'Ouest | 3   | 3 | 0 | 3 | 4  | 9  | 0.444 | 143 | 176 | 0.813 |

| Date     | Match                                     | Résultat | Sets  | Sets  | Sets  | Sets | Sets | Total Points |
| Date     | Match                                     | Résultat | 1     | 2     | 3     | 4    | 5    | Total Points |
| -------- | ----------------------------------------- | -------- | ----- | ----- | ----- | ---- | ---- | ------------ |
| 26.08.84 | URSS - Allemagne de l'Ouest               | 3 - 1    | 15-9  | 15-6  | 14-16 | 15-5 | -    | 59-36        |
| 26.08.84 | Allemagne de l'Est - Belgique             | 3 - 0    | 15-5  | 15-8  | 15-7  | -    | -    | 45-20        |
| 27.08.84 | URSS - Belgique                           | 3 - 2    | 15-8  | 11-15 | 15-5  | 9-15 | 15-5 | 65-48        |
| 27.08.84 | Allemagne de l'Est - Allemagne de l'Ouest | 3 - 1    | 15-13 | 9-15  | 15-10 | 15-7 | -    | 54-45        |
| 28.08.84 | URSS - Allemagne de l'Est                 | 3 - 2    | 14-16 | 12-15 | 15-6  | 15-3 | 15-5 | 71-45        |
| 28.08.84 | Belgique - Allemagne de l'Ouest           | 3 - 2    | 17-15 | 16-14 | 11-15 | 4-15 | 15-3 | 63-62        |

### Poule B
| # | Équipe   | Pts | J | G | P | Sp | Sc | Ratio | Pp  | Pc  | Ratio |
| - | -------- | --- | - | - | - | -- | -- | ----- | --- | --- | ----- |
| 1 | Italie   | 6   | 3 | 3 | 0 | 9  | 2  | 4.5   | 160 | 100 | 1.6   |
| 2 | Bulgarie | 5   | 3 | 2 | 1 | 7  | 4  | 1.75  | 148 | 125 | 1.184 |
| 3 | Hongrie  | 4   | 3 | 1 | 2 | 5  | 6  | 0.833 | 136 | 137 | 0.993 |
| 4 | Suède    | 3   | 3 | 0 | 3 | 0  | 9  | 0     | 54  | 136 | 0.397 |

| Date     | Match              | Résultat | Sets  | Sets  | Sets  | Sets  | Sets | Total Points |
| Date     | Match              | Résultat | 1     | 2     | 3     | 4     | 5    | Total Points |
| -------- | ------------------ | -------- | ----- | ----- | ----- | ----- | ---- | ------------ |
| 26.08.84 | Italie - Suède     | 3 - 0    | 15-0  | 15-8  | 15-3  | -     | -    | 45-11        |
| 26.08.84 | Bulgarie - Hongrie | 3 - 1    | 15-11 | 14-16 | 15-8  | 15-10 | -    | 59-45        |
| 27.08.84 | Bulgarie - Suède   | 3 - 0    | 15-0  | 15-6  | 16-14 | -     | -    | 46-20        |
| 27.08.84 | Italie - Hongrie   | 3 - 1    | 10-15 | 15-9  | 15-12 | 15-10 | -    | 55-46        |
| 28.08.84 | Hongrie - Suède    | 3 - 0    | 15-8  | 15-7  | 15-8  | -     | -    | 45-23        |
| 28.08.84 | Italie - Bulgarie  | 3 - 1    | 15-8  | 16-14 | 14-16 | 15-5  | -    | 60-43        |

### Poule C
| # | Équipe          | Pts | J | G | P | Sp | Sc | Ratio | Pp  | Pc  | Ratio |
| - | --------------- | --- | - | - | - | -- | -- | ----- | --- | --- | ----- |
| 1 | Tchécoslovaquie | 6   | 3 | 3 | 0 | 9  | 1  | 9     | 143 | 93  | 1.538 |
| 2 | Pays-Bas        | 5   | 3 | 2 | 1 | 6  | 6  | 1     | 142 | 153 | 0.928 |
| 3 | Yougoslavie     | 4   | 3 | 1 | 2 | 4  | 6  | 0.667 | 105 | 114 | 0.921 |
| 4 | France          | 3   | 3 | 0 | 3 | 3  | 9  | 0.333 | 136 | 166 | 0.819 |

| Date     | Match                         | Résultat | Sets  | Sets  | Sets  | Sets  | Sets  | Total Points |
| Date     | Match                         | Résultat | 1     | 2     | 3     | 4     | 5     | Total Points |
| -------- | ----------------------------- | -------- | ----- | ----- | ----- | ----- | ----- | ------------ |
| 26.08.84 | Yougoslavie - France          | 3 - 0    | 15-2  | 15-12 | 15-8  | -     | -     | 45-22        |
| 26.08.84 | Tchécoslovaquie - Pays-Bas    | 3 - 0    | 15-9  | 15-5  | 15-13 | -     | -     | 45-27        |
| 27.08.84 | Yougoslavie - Pays-Bas        | 1 - 3    | 11-15 | 5-15  | 15-2  | 11-15 | -     | 42-47        |
| 27.08.84 | Tchécoslovaquie - France      | 3 - 1    | 15-11 | 15-13 | 8-15  | 15-9  | -     | 53-48        |
| 28.08.84 | Yougoslavie - Tchécoslovaquie | 0 - 3    | 5-15  | 7-15  | 6-15  | -     | -     | 18-45        |
| 28.08.84 | Pays-Bas - France             | 3 - 2    | 13-15 | 9-15  | 16-14 | 15-12 | 15-10 | 68-66        |

## Tour final

### Poule de Classement 7 à 12
| #  | Équipe               | Pts | J | G | P | Sp | Sc | Ratio | Pp  | Pc  | Ratio |
| -- | -------------------- | --- | - | - | - | -- | -- | ----- | --- | --- | ----- |
| 7  | Allemagne de l'Ouest | 9   | 5 | 4 | 1 | 14 | 4  | 3.5   | 256 | 195 | 1.313 |
| 8  | Hongrie              | 9   | 5 | 4 | 1 | 12 | 7  | 1.714 | 243 | 207 | 1.174 |
| 9  | Yougoslavie          | 8   | 5 | 3 | 2 | 11 | 8  | 1.375 | 237 | 204 | 1.162 |
| 10 | Belgique             | 7   | 5 | 2 | 3 | 12 | 11 | 1.091 | 284 | 287 | 0.99  |
| 11 | France               | 7   | 5 | 2 | 3 | 7  | 11 | 0.636 | 210 | 247 | 0.85  |
| 12 | Suède                | 5   | 5 | 0 | 5 | 0  | 15 | 0     | 140 | 230 | 0.609 |

| Date     | Match                              | Résultat | Sets  | Sets  | Sets  | Sets  | Sets  | Total Points |
| Date     | Match                              | Résultat | 1     | 2     | 3     | 4     | 5     | Total Points |
| -------- | ---------------------------------- | -------- | ----- | ----- | ----- | ----- | ----- | ------------ |
| -        | Belgique - Allemagne de l'Ouest    | 3 - 2    | 17-15 | 16-14 | 11-15 | 4-15  | 15-3  | 63-62        |
| -        | Hongrie - Suède                    | 3 - 0    | 15-8  | 15-7  | 15-8  | -     | -     | 45-23        |
| -        | Yougoslavie - France               | 3 - 0    | 15-2  | 15-12 | 15-8  | -     | -     | 45-22        |
| 30.08.84 | Yougoslavie - Allemagne de l'Ouest | 0 - 3    | 7-15  | 10-15 | 10-15 | -     | -     | 27-45        |
| 30.08.84 | France - Suède                     | 3 - 0    | 15-13 | 19-17 | 15-6  | -     | -     | 49-36        |
| 30.08.84 | Hongrie - Belgique                 | 3 - 2    | 11-15 | 15-2  | 15-9  | 13-15 | 15-12 | 69-53        |
| 31.08.84 | Yougoslavie - Hongrie              | 2 - 3    | 15-6  | 15-9  | 8-15  | 5-15  | 13-15 | 56-60        |
| 31.08.84 | Belgique - Suède                   | 3 - 0    | 15-12 | 15-6  | 16-14 | -     | -     | 46-32        |
| 31.08.84 | Allemagne de l'Ouest - France      | 3 - 1    | 15-9  | 15-12 | 14-16 | 15-12 | -     | 59-49        |
| 01.09.84 | Yougoslavie - Suède                | 3 - 0    | 15-4  | 15-13 | 15-0  | -     | -     | 45-17        |
| 01.09.84 | France - Belgique                  | 3 - 2    | 15-12 | 5-15  | 10-15 | 15-9  | 15-11 | 60-62        |
| 01.09.84 | Allemagne de l'Ouest - Hongrie     | 3 - 0    | 15-11 | 15-9  | 15-4  | -     | -     | 45-24        |
| 02.09.84 | Yougoslavie - Belgique             | 3 - 2    | 9-15  | 15-9  | 10-15 | 15-12 | 15-9  | 64-60        |
| 02.09.84 | Hongrie - France                   | 3 - 0    | 15-12 | 15-9  | 15-9  | -     | -     | 45-30        |
| 02.09.84 | Allemagne de l'Ouest - Suède       | 3 - 0    | 15-7  | 15-12 | 15-13 | -     | -     | 45-32        |

### Poule Finale (Chamalières)
| # | Équipe             | Pts | J | G | P | Sp | Sc | Ratio | Pp  | Pc  | Ratio |
| - | ------------------ | --- | - | - | - | -- | -- | ----- | --- | --- | ----- |
| 1 | URSS               | 9   | 5 | 4 | 1 | 14 | 5  | 2.8   | 259 | 181 | 1.431 |
| 2 | Italie             | 9   | 5 | 4 | 1 | 12 | 6  | 2     | 251 | 191 | 1.314 |
| 3 | Tchécoslovaquie    | 8   | 5 | 3 | 2 | 11 | 9  | 1.222 | 241 | 236 | 1.021 |
| 4 | Bulgarie           | 8   | 5 | 3 | 2 | 10 | 9  | 1.111 | 236 | 229 | 1.031 |
| 5 | Allemagne de l'Est | 6   | 5 | 1 | 4 | 8  | 13 | 0.615 | 241 | 284 | 0.849 |
| 6 | Pays-Bas           | 5   | 5 | 0 | 5 | 2  | 15 | 0.133 | 141 | 248 | 0.569 |

| Date     | Match                                | Résultat | Sets  | Sets  | Sets  | Sets  | Sets | Total Points |
| Date     | Match                                | Résultat | 1     | 2     | 3     | 4     | 5    | Total Points |
| -------- | ------------------------------------ | -------- | ----- | ----- | ----- | ----- | ---- | ------------ |
| -        | URSS - Allemagne de l'Est            | 3 - 2    | 14-16 | 12-15 | 15-6  | 15-3  | 15-5 | 71-45        |
| -        | Italie - Bulgarie                    | 3 - 1    | 15-8  | 16-14 | 14-16 | 15-5  | -    | 60-43        |
| -        | Tchécoslovaquie - Pays-Bas           | 3 - 0    | 15-9  | 15-5  | 15-13 | -     | -    | 45-27        |
| 30.08.84 | Tchécoslovaquie - URSS               | 3 - 2    | 13-15 | 6-15  | 15-6  | 16-14 | 15-3 | 65-53        |
| 30.08.84 | Italie - Pays-Bas                    | 3 - 0    | 15-11 | 15-6  | 15-4  | -     | -    | 45-21        |
| 30.08.84 | Bulgarie - Allemagne de l'Est        | 3 - 1    | 10-15 | 15-12 | 15-9  | 15-6  | -    | 55-42        |
| 31.08.84 | URSS - Pays-Bas                      | 3 - 0    | 15-7  | 15-2  | 15-3  | -     | -    | 45-12        |
| 31.08.84 | Italie - Allemagne de l'Est          | 3 - 1    | 15-17 | 15-13 | 15-13 | 15-7  | -    | 60-50        |
| 31.08.84 | Bulgarie - Tchécoslovaquie           | 3 - 1    | 15-11 | 8-15  | 15-8  | 15-8  | -    | 53-42        |
| 01.09.84 | Allemagne de l'Est - Pays-Bas        | 3 - 1    | 15-10 | 15-3  | 11-15 | 15-13 | -    | 56-41        |
| 01.09.84 | URSS - Bulgarie                      | 3 - 0    | 15-10 | 15-11 | 15-7  | -     | -    | 45-28        |
| 01.09.84 | Italie - Tchécoslovaquie             | 3 - 1    | 15-11 | 15-5  | 10-15 | 15-1  | -    | 55-32        |
| 02.09.84 | URSS - Italie                        | 3 - 0    | 15-13 | 15-12 | 15-6  | -     | -    | 45-31        |
| 02.09.84 | Bulgarie - Pays-Bas                  | 3 - 1    | 15-0  | 10-15 | 17-15 | 15-10 | -    | 57-40        |
| 02.09.84 | Tchécoslovaquie - Allemagne de l'Est | 3 - 1    | 15-10 | 10-15 | 15-8  | 17-15 | -    | 57-48        |

## Classement final
| Place              | Équipe               |
| ------------------ | -------------------- |
| Médaille d'or      | URSS                 |
| Médaille d'argent  | Italie               |
| Médaille de bronze | Tchécoslovaquie      |
| 4                  | Bulgarie             |
| 5                  | Allemagne de l'Est   |
| 6                  | Pays-Bas             |
| 7                  | Allemagne de l'Ouest |
| 8                  | Hongrie              |
| 9                  | Yougoslavie          |
| 10                 | Belgique             |
| 11                 | France               |
| 12                 | Suède                |